# Fuerteventura-Canarias Team

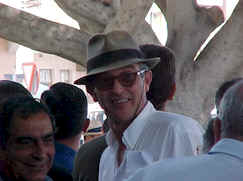
Jorge Sastre, director del equipo.

El Fuerteventura-Canarias Team fue un equipo ciclista español aparecido en 2006 y considerado como el heredero del histórico Kelme. Sus patrocinadores fueron la Consejería de Turismo del Gobierno de Canarias, la Consejería de Turismo del Cabildo de Fuerteventura, además de varios empresarios. En un principio surgió como forma de promoción turística de la isla de Fuerteventura y Canarias en general. Fue el primer equipo de ciclismo profesional de Canarias.

## Historia del equipo

### Creación
Comenzó a competir en 2007 e inicialmente se centró en la participación en pruebas celebradas en Alemania, Inglaterra, Portugal, Francia,y España para lograr la promoción turística de Fuerteventura y de Canarias en todo el Mundo.
Sus Promotores fueron el arquitecto Jorge Sastre y el médico Eduardo Blasco-Olaetxea, que contaron con Óscar Guerrero, que provenía del recientemente desaparecido equipo Kaiku (equipo ciclista), como director técnico. Como asesor deportivo, el equipo contó con Vicente Belda, director del también desaparecido Comunitat Valenciana, equipo del que además, provienen la mayor parte de los corredores que conforman la plantilla para 2007. Inicialmente la UCI no había admitido al equipo por incumplimiento de fechas, sin embargo el juez instructor del Tribunal Cantonal de Lausana (Suiza) falló a favor del equipo en una demanda interpuesta por el Fuerteventura-Canarias contra la organización.
Como filial, Fuerteventura-Canarias Team contó con el equipo donostiarra amateur Azpiru-Ugarte Team, El equipo, formado en 2006 participa principalmente en pruebas realizadas en el País Vasco con el que compartía varios patrocinadores. Esa estructura también contó con un equipo profesional en 2006, el Atom, proyecto que fracasó pero a pesar de ello mantuvieron el equipo filial.

### 2007
La primera competición en la que tomó parte el equipo fue la Vuelta Ciclista a Mallorca de 2007, quedando en el puesto 14 de un total de 21 equipos que formaban el pelotón. José Adrián Bonilla, fue el corredor del equipo que, con su sexto puesto en la general individual, mejor se clasificó en dicha prueba.
Vicente Ballester quedó tercero en la Clásica de Almería.
En la Vuelta a Andalucía celebrada entre el 18 y el 22 de febrero de 2007, el equipo acabó en primer lugar en la general el Saunier-Duval Prodir quedó en segundo lugar a un segundo de distancia siendo Rodrigo García su corredor mejor clasificado, en el décimo puesto. Óscar Freire, de Rabobank, fue el primer clasificado
Lloret Zaragozí, Manuel consigue en la Vuelta al Alentejo en Portugal el 3.er puesto en la Clasificación General y repite puesto en la Vuelta a Murcia 
Buena actuación de Iker Flores en la Vuelta al País Vasco - Maillot de las Metas Volantes. 
Rodrigo Garcia consiguió las dos primeras victorias de etapa del Fuerteventura-Canarias en la Vuelta a Asturias de 2007 y el Maillot de la Regularidad. En esta prueba también se ganó la clasificación por equipos.
En el recientemente celebrado Campeonato de España de 2007, el corredor del Fuerteventura-Canarias, Manuel Lloret subió al pódium de la prueba contrarreloj con un magnífico tercer puesto.
En la Vuelta a Madrid, otra buena actuación de Manuel Lloret, consiguiendo el triunfo en la Segunda Etapa Contrarreloj y la victoria final en la General Individual.
En la Vuelta a Burgos de este año Rodrigo Garcia logró el maillot de las Metas Volantes
Después de más de 400 kilómetros escapado en la Vuelta a Portugal, donde fue cazado a pocos metros de la llegada en varias etapas, el bravo corredor Valenciano Adrián Palomares logró su merecido premio en Alemania venciendo en la quinta y última etapa de la Vuelta Regio Tour.
Sigue la racha de victorias en Europa con el primer puesto por equipos en el Tour Poitou Charetes en Francia.
Extraordinaria actuación en el Tour de Britania. Triunfo de Adrián Palomares en la tercera etapa. Segundo puesto en la clasificación general individual. Triunfo en la Clasificación por Equipos.
Brillante final de temporada con el triunfo de Vicente Ballester en el Criterium Internacional de Corralejo.

### Recalificación a amateur
En 2008 la dirección de la escuadra decide recalificar al equipo como Sub-23 Elite, con vistas a un futuro retorno al profesionalismo a corto plazo. Para esta tarea se nombró director deportivo a Vicente Belda.
SE lograron numerosos triunfos Destacando la Copa de España con Antonio Olmo

## Palmarés

### Palmarés 2007
UCI ProTour
| Fechas | Carreras | Ganador |
|        |          |         |

Circuito Continental
| Fechas           | Carreras                                              | Ganador          |
| 6 de mayo        | 4.ª etapa de la Vuelta a Asturias                     | Rodrigo García   |
| 7 de mayo        | 5.ª etapa de la Vuelta a Asturias                     | Rodrigo García   |
| 19 de julio      | 2.ª etapa de la Vuelta a la Comunidad de Madrid (CRI) | Manuel Lloret    |
| 22 de julio      | Vuelta a la Comunidad de Madrid                       | Manuel Lloret    |
| 25 de agosto     | 5.ª etapa del Regio Tour                              | Adrián Palomares |
| 13 de septiembre | 3.ª etapa de la Vuelta a Gran Bretaña                 | Adrián Palomares |

## Plantillas

### Plantilla 2007
| Nombre               | Nacimiento | Nacionalidad | Equipo 2006                    |
| Mikel Artetxe        | 24/09/1976 | España       | 3 Molinos Resort               |
| Vicente Ballester    | 20/06/1980 | España       | Comunidad Valenciana           |
| David Belda          | 18/03/1983 | España       | Neoprofesional                 |
| David Bernabéu       | 09/01/1975 | España       | Comunidad Valenciana           |
| José Adrián Bonilla  | 28/04/1978 | Costa Rica   | Comunidad Valenciana           |
| Javier Cherro        | 10/12/1980 | España       | Comunidad Valenciana           |
| Oleg Chuzhda         | 08/05/1985 | Ucrania      | Comunidad Valenciana           |
| Dailos Manuel Díaz   | 17/09/1980 | España       | Orbea                          |
| Iker Flores          | 28/07/1976 | España       | Euskaltel-Euskadi              |
| Rodrigo García Rena  | 27/02/1980 | España       | Kaiku                          |
| Iker Leonet Iza      | 10/12/1983 | España       | Caisse d'Epargne-Illes Balears |
| Manuel Lloret        | 04/08/1981 | España       | Comunidad Valenciana           |
| David Muñoz Bañón    | 09/06/1979 | España       | Comunidad Valenciana           |
| Adrián Palomares     | 18/02/1976 | España       | Kaiku                          |
| Antonio Piedra       | 10/10/1985 | España       | Neoprofesional                 |
| Javier Ramírez Abeja | 14/03/1978 | España       | Liberty Seguros                |
| Eladio Sánchez       | 12/07/1984 | España       | Liberty Seguros                |